# Hadigny-les-Verrières
Hadigny-les-Verrières település Franciaországban, Vosges megyében. Lakosainak száma 378 fő (2022. január 1.). Hadigny-les-Verrières Moriville, Rehaincourt, Saint-Genest, Zincourt, Badménil-aux-Bois, Châtel-sur-Moselle és Domèvre-sur-Durbion községekkel határos.

## Népesség
A település népességének változása:
| Lakosok száma | 382  | 405  | 409  | 405  | 397  | 388  | 380  | 380  | 378  |
|               | 2013 | 2015 | 2016 | 2017 | 2018 | 2019 | 2020 | 2021 | 2022 |